# Germigny-sur-Loire
Germigny-sur-Loire és un municipi francès, situat al departament del Nièvre i a la regió de Borgonya - Franc Comtat. L'any 2007 tenia 684 habitants.

## Demografia

### Població
El 2007 la població de fet de Germigny-sur-Loire era de 684 persones. Hi havia 268 famílies, de les quals 48 eren unipersonals (40 homes vivint sols i 8 dones vivint soles), 116 parelles sense fills, 96 parelles amb fills i 8 famílies monoparentals amb fills.
La població ha evolucionat segons el següent gràfic:
Habitants censats

### Habitatges
El 2007 hi havia 329 habitatges, 278 eren l'habitatge principal de la família, 29 eren segones residències i 22 estaven desocupats. Tots els 329 habitatges eren cases. Dels 278 habitatges principals, 263 estaven ocupats pels seus propietaris, 11 estaven llogats i ocupats pels llogaters i 4 estaven cedits a títol gratuït; 1 tenia una cambra, 8 en tenien dues, 46 en tenien tres, 69 en tenien quatre i 154 en tenien cinc o més. 225 habitatges disposaven pel capbaix d'una plaça de pàrquing. A 87 habitatges hi havia un automòbil i a 178 n'hi havia dos o més.

### Piràmide de població
La piràmide de població per edats i sexe el 2009 era:
| Homes | Edats   | Dones |
| ----- | ------- | ----- |
| 0     | 95 o +  | 0     |
| 0     | 90 a 94 | 0     |
| 0     | 85 a 89 | 0     |
| 4     | 80 a 84 | 4     |
| 8     | 75 a 79 | 16    |
| 12    | 70 a 74 | 8     |
| 12    | 65 a 69 | 12    |
| 16    | 60 a 64 | 12    |
| 16    | 55 a 59 | 16    |
| 32    | 50 a 54 | 44    |
| 28    | 45 a 49 | 28    |
| 44    | 40 a 44 | 20    |
| 24    | 35 a 39 | 48    |
| 28    | 30 a 34 | 16    |
| 4     | 25 a 29 | 8     |
| 4     | 20 a 24 | 20    |
| 20    | 15 a 19 | 32    |
| 24    | 10 a 14 | 28    |
| 8     | 5 a 9   | 32    |
| 12    | 0 a 4   | 12    |

## Economia
El 2007 la població en edat de treballar era de 471 persones, 357 eren actives i 114 eren inactives. De les 357 persones actives 341 estaven ocupades (183 homes i 158 dones) i 16 estaven aturades (9 homes i 7 dones). De les 114 persones inactives 51 estaven jubilades, 29 estaven estudiant i 34 estaven classificades com a «altres inactius».

### Ingressos
El 2009 a Germigny-sur-Loire hi havia 290 unitats fiscals que integraven 714 persones, la mediana anual d'ingressos fiscals per persona era de 18.426 €.

### Activitats econòmiques
Dels 13 establiments que hi havia el 2007, 2 eren d'empreses de fabricació d'altres productes industrials, 4 d'empreses de construcció, 3 d'empreses de comerç i reparació d'automòbils, 1 d'una empresa immobiliària, 1 d'una empresa de serveis i 2 d'entitats de l'administració pública.
Dels 4 establiments de servei als particulars que hi havia el 2009, 1 era un guixaire pintor, 1 fusteria, 1 electricista i 1 agència immobiliària.
L'any 2000 a Germigny-sur-Loire hi havia 15 explotacions agrícoles que ocupaven un total de 1.050 hectàrees.

## Equipaments sanitaris i escolars
El 2009 hi havia una escola elemental integrada dins d'un grup escolar amb les comunes properes formant una escola dispersa.

## Poblacions més properes
El següent diagrama mostra les poblacions més properes.